# Polarización de las actitudes
La polarización de las actitudes o la polarización de las creencias es el fenómeno psicológico por el cual una diferencia de opinión se hace cada vez más extrema. La polarización de actitudes se relaciona con la radicalización, el fenómeno de cámaras de eco tanto en medios de comunicación de masas como en redes sociales, y puede llegar a la polarización política de grupos sociales, a través de las llamadas guerras culturales.
Varios mecanismos conllevan a la polarización de actitudes. Uno de estos mecanismos es el sesgo de confirmación: la tendencia de los individuos a buscar e interpretar la evidencia de manera selectiva, para fortalecer sus propias creencias o actitudes. Cuando los individuos se enfrentan a pruebas ambiguas, este sesgo puede conducir potencialmente a que cada individuo interprete con el fin de confirmar su propia opinión, aumentando aún más el contraste entre los individuos opuestos. Cuando personas con puntos de vista opuestos interpretan nueva información de un modo sesgado, sus puntos de vista pueden llegar a separarse más. Es lo que se denomina polarización de las actitudes.
El efecto fue demostrado con un experimento que implicaba extraer una serie de bolas rojas y negras de una de las dos «cestas de bingo» ocultas. Los sujetos sabían que una cesta contenía un 60% de bolas negras y un 40% de rojas, y que la otra, el 40% de negras y el 60% de rojas. Los experimentadores observaron qué ocurría cuando se extraían bolas de colores alternos en una secuencia que no favorecía a ninguna de las cestas. Tras la extracción de cada bola, se pidió a los sujetos de un grupo declarar en voz alta sus opiniones sobre la probabilidad de que las bolas se estuvieran extrayendo de una u otra cesta. Estos sujetos tendían a tener más seguridad con cada sucesiva extracción ―si al principio pensaron que la cesta con el 60% de pelotas negras o la del 60% de pelotas rojas era la fuente más probable, su estimación de la probabilidad aumentó―. A otro grupo de sujetos se le pidió declarar la probabilidad estimada solo al final de una secuencia de extracciones, en lugar de después de cada bola. No mostraron el efecto de la polarización, lo que sugiere que esta no ocurre necesariamente cuando las personas simplemente sostienen posiciones contrarias, sino más bien cuando confían abiertamente en ellas.

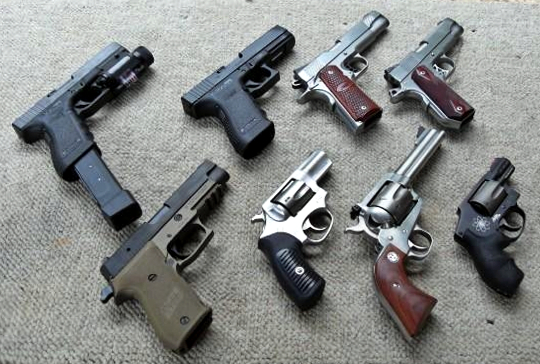
Las opiniones preexistentes sobre un tema como la tenencia de armas afectan las posturas.

Un estudio menos abstracto fue el experimento de interpretación sesgada de Stanford, en el cual los sujetos con fuertes opiniones sobre la pena de muerte leyeron sobre pruebas experimentales de ambas posturas. El 23% de los sujetos señalaron que sus percepciones se habían hecho más extremas y este cambio autorrelatado se correlacionaba fuertemente con sus actitudes iniciales.
En experimentos posteriores, los sujetos también informaron de que sus opiniones se hacían más extremas en respuesta a la información ambigua. Sin embargo, las comparaciones de sus actitudes antes y después de nuevas pruebas no mostraron ningún cambio significativo, sugiriendo que los cambios autorrelatados pudieran no ser reales.
Basándose en estos experimentos, Deanna Kuhn y Joseph Lao concluyeron que la polarización es un fenómeno real que lejos de ser inevitable, solo ocurre en una pequeña minoría de casos. Encontraron que se incitaba no solo por considerar pruebas de ambas posturas, sino por simplemente pensar en el tema.
Charles Taber y Milton Lodge alegaron que el resultado del equipo de Stanford había sido difícil de reproducir porque los argumentos usados en experimentos posteriores eran demasiado abstractos o confusos como para evocar una respuesta emocional. En el estudio de Taber y Lodge usaron cuestiones cargadas emocionalmente sobre el control de armas y la discriminación positiva.
Midieron las actitudes de los sujetos hacia estos temas antes y después de la lectura de argumentos sobre cada postura del debate. Dos grupos de sujetos mostraron una polarización de la actitud: aquellos con opiniones previas fuertes y los que estaban políticamente concienciados. En parte de este estudio, los sujetos eligieron qué fuentes de información querían leer de una lista preparada por los experimentadores. Por ejemplo, podrían leer los argumentos del control de armas de la Asociación Nacional del Rifle. Incluso cuando fueron instruidos para ser imparciales, los sujetos leían con mayor probabilidad los argumentos que apoyaban sus actitudes existentes. Esta búsqueda parcial de información se correlaciona bien con el efecto de polarización.